# 石田卓球クラブ
石田卓球クラブ（いしだたっきゅうクラブ）は、日本の福岡県中間市垣生に拠点を置く卓球クラブチーム。日本代表を多く輩出している。

## 概要
1988年に国体のコーチ経験のある石田眞行や同級生で実業団経験のある妻の石田千栄子らの協力の元で産婦人科の跡地を利用して設立。
2004年からは地元の私立希望が丘高等学校をサポート、2012年には地元企業のフロム工業の支援を受けて自社工場の2階を練習場に改装。
2019年現在、石田千栄子はバンビ、長男の石田弘樹は中間市立中間東中学校、次男の石田真太郎は希望が丘高校の男子、石田眞行は希望が丘高校の女子の指導に当たり、三男の石田大輔は早田ひなの専属コーチを務めている。

## 出身者
- 岸川聖也[1][3]
- 田添健汰[3]
- 田添響[3]
- 井絢乃
- 早田ひな[1][3]
- 小塩遥菜
- 小塩悠菜

ほか